# Sergio Ottolina
Sergio Ottolina   (Lentate sul Seveso, 23 de novembre de 1942 - 28 d'abril de 2023) fou un atleta italià, especialista en curses de velocitat, que va competir durant la dècada de 1960.
El 1964 va prendre part en els Jocs Olímpics d'Estiu de Tòquio, on va disputar dues proves del programa d'atletisme. Fou setè en els 4×100 metres i vuitè en els 200 metres. Quatre anys més tard, als Jocs de Ciutat de Mèxic, va disputar tres proves del programa d'atletisme. Fou setè en els 4x100 metres i 4x400 metres, mentre en els 400 metres quedà eliminat en sèries.
En el seu palmarès destaquen una medalla de bronze en els 200 metres al Campionat d'Europa d'atletisme de 1962; una de plata en el relleu suec al Campionat d'Europa en pista coberta de Dortmund 1966 i dues medalles d'or i una de bronze als Jocs del Mediterrani de 1963 i 1967. A nivell nacional va guanyar sis campionats italians, dos dels 100 metres (1963 i 1964), dos dels 200 metres (1964 i 1966) i dos dels 4x100 metres (1960 i 1965). També millorà el rècord nacional dels 200, 400, 4x100 i 4x400 metres.
El juny de 1964 va establir el rècord d'Europa dels 200 metres amb un temps de 20.4", que fou vigent durant tres anys.

## Millors marques
- 100 metres. 10.2" (1964)
- 200 metres. 20.4" (1964)
- 400 metres. 46.2" (1965)[9]